# 小村和年
小村 和年（こむら かずとし、1947年（昭和22年）5月1日 - ）は、日本の政治家、運輸・国土交通官僚。広島県呉市長（3期）、日本下水道協会会長などを歴任した。

## 来歴
広島県呉市出身。呉市立阿賀中学校、広島県立広高等学校卒業。1966年（昭和41年）4月、国税庁広島国税局入局。1967年（昭和42年）4月、呉税務署に配属。
1972年（昭和47年）3月、中央大学商学部卒業。同年4月、運輸省に入省、鉄道監督局総務課配属。1998年、近畿運輸局運航部長。2000年、運輸省航空局地域航空活性化対策室長。中国運輸局企画部長を経て、2001年（平成13年）8月、国土交通省を退職。
2001年（平成13年）11月4日に行われた呉市長選挙に立候補するも、現職の小笠原臣也に敗れ落選。
2005年（平成17年）11月6日に行われた市長選挙で、前回敗れた現職の小笠原との一騎打ちを制し、初当選。11月19日、市長就任。2009年（平成21年）、元安浦町長の沖田範彦を破り再選。2013年（平成25年）、前回戦った沖田を破り、3期目の当選。同年日本下水道協会会長に就任。
2017年（平成29年）11月12日に行われた市長選で、元財務官僚の新原芳明に敗れ落選。
2018年 春の叙勲で旭日小綬章を受章。

## 政策・人物

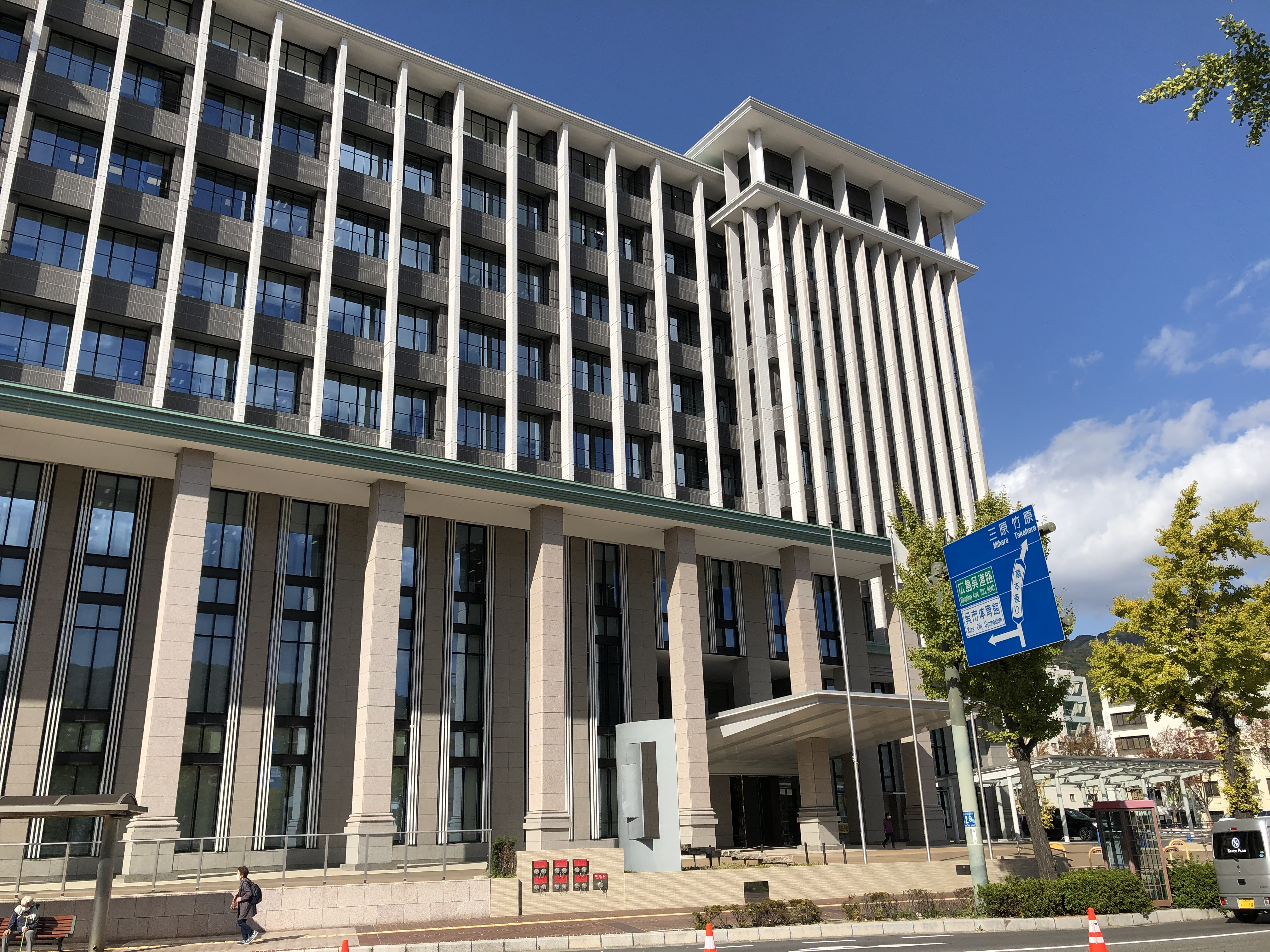
2015年（平成27年）12月に完成した市役所新庁舎

育鵬社の教科書採択
2011年（平成23年）7月22日、呉市教育委員会は、翌年度からの中学校の歴史と公民の教科書に育鵬社版を採択した。教育委員5人で審議され、全会一致で決まった。採択理由として「領土問題や国旗、国歌、拉致問題など日本の領域や国家主権に関する記述が充実している」と説明した。
2014年（平成26年）6月2日、「教育再生首長会議」が発足。事務局は「日本教育再生機構」に置かれ、小村も会員となった。2015年（平成27年）1月27日、小村ら教育再生首長会議のメンバーは首相官邸で安倍晋三首相と面会。安倍は「教育委員会制度改革で、首長の役割が一層重要になる」と強調した。翌1月28日、小村は教育再生首長会議の会合で「教育基本法にのっとった教科書採択に向けて、その内容を適正かつ公正な教科書採択のために首長ができること」と題した講演を行った。同年4月、文部科学省は、事前の教員らによる選考会議の順位付けについて「拘束力があるかのような取り扱いはしないこと」との通知を、自治体教育委員会に通知した。
2015年（平成27年）7月17日、呉市教委は、翌年度からの中学校の歴史と公民の教科書に育鵬社版を引き続き採択した。教育委員5人で審議され、全会一致で決まった。メディアは「首長の意をくんだ教育委員による強行」「教育委員の任命権は首長にある。教育現場の意見が軽んじられ、政治家の影響が強まるのは問題」と報じた。
市役所新庁舎建設
呉市役所の旧庁舎は1997年（平成9年）1月に実施された耐震診断で「震度６程度の地震で、せん断破壊のおそれがある」との結果が出た。小村は2005年（平成17年）11月の市長就任時に「庁舎建設は長年の懸案事項であるが、まずは財政の健全化を優先する」と明言し、その後、2010年（平成22年）から新庁舎の建設基金として、毎年5億円の積み立てを開始した。
新庁舎の建設工事は2回にわたって入札が中止され、市は一般競争入札方式に変更した。2013年（平成25年）7月にようやく五洋建設が133億3,500万円で落札。労務単価及び建設資材費の上昇により、2回インフレスライドを適用し、最終的な工事費は139億8,200万円となった。巨額の市費が投じられたことから建て替え推進派を誹謗する怪文書が出回るが、小村は「どんなにぼろくそに言われても、自分の代で決着をつける」とはねのけ、2015年（平成27年）12月28日、市役所新庁舎は完成した。